# Le Pin-la-Garenne
Le Pin-la-Garenne – miejscowość i gmina we Francji, w regionie Normandia, w departamencie Orne.
Według danych na rok 1990 gminę zamieszkiwało 620 osób, a gęstość zaludnienia wynosiła 39 osób/km² (wśród 1815 gmin Dolnej Normandii Le Pin-la-Garenne plasuje się na 363. miejscu pod względem liczby ludności, natomiast pod względem powierzchni na miejscu 205.).